# Richard McKinney
Richard McKinney (född 12 oktober 1953) är en amerikansk idrottare som tog OS-silver i bågskytte vid olympiska sommarspelen 1984, och likaså fyra år senare.